# Schlacht in den Ardennen
Schlacht in den Ardennen (Originaltitel: Wunderland) ist ein US-amerikanischer Kriegsfilm des Regisseurs Steven Luke aus dem Jahr 2018. Die Premiere fand am 19. Februar 2018 auf DVD in Großbritannien statt. In Deutschland erschienen die DVD und Blu-ray am 5. Dezember 2019.

## Handlung
Weihnachten 1944 unternahmen die Deutschen einen letzten Vorstoß gegen die angreifenden alliierten Armeen im Westen. Leutnant Robert Cappa und sein Zug aus Soldaten der 2. Infanteriedivision wurden angewiesen, eine wichtige Straßenkreuzung gegen die deutschen Angreifer zu halten. Cappa und seine Männer mussten ihren Glauben und ihre Stärke finden, um in dem epischen Kampf, der als Ardennenoffensive bekannt ist, gegen ihren Feind bestehen zu können.

## Produktion
Der Film wurde von Dean Bloxom produziert.